# Eremophila
Eremophila is een geslacht van zangvogels uit de familie Alaudidae (leeuweriken).

## Soorten
Het geslacht kent de volgende soorten:
- Eremophila alpestris – Strandleeuwerik
- Eremophila bilopha – Temmincks strandleeuwerik